# 拉祜語
拉祜语（Lahu、Ladhof [lɑ53xo11]）是拉祜族的语言，属于漢藏語系緬彝語支，主要分布在中国云南西南部，缅甸掸邦、泰国北部、老挝、越南也有分布，使用人数约65万。

## 分类
Ziwo Lama (2012)分类方案中，拉祜语与关系密切的苦聪话一起构成彝语支下单独一支，David Bradley (2007)则将它归入中部彝语。:349-424Satterthwaite-Phillips (2011)的计算机系统发生学分析则将拉祜语分为南部彝语的姐妹分支。

## 方言

### 马提索夫 (2006)[4]:xiii
- 拉祜纳方言 (黑拉祜、北拉祜)是最主要的方言，45万人使用，其中中国28万，缅甸10余万。
- 拉祜西（熙）方言 (黄拉祜、苦聪)20万人使用，其中中国12万，缅甸6万。；最难理解的la53 xu31 sɯ33方言分布在澜沧县糯福乡南段村(拉祜语：na31 tɔ35) [5][6]
- 拉祜尼方言 (红拉祜)、Shehleh
- 拉祜Shehleh

### 范辉 (2013:13)
- La Hủ Phu (白拉祜)：只分布在绿春县
- La Hủ Năk (黑拉祜)
- La Hủ Nê Thu

### 《云南省志》 (1998)
《云南省志》 (1998):280列出5种拉祜语方言。
- 澜沧标准音区片：澜沧县、西盟县、孟连县、沧源县和双江县大部
- 南美土语群片：临沧县南美乡、耿马县及附近地区
- 墨江土语群片：普洱市思茅区、墨江县、新平县等地；拉祜西（熙）方言)
- 勐海土语群片：勐海县、景洪县、勐腊县、澜沧县酒井、雅口、谦六等镇；拉祜西（熙）方言)
- 金绿土语群片：金平县、绿春县

一般认为拉祜族可据民俗分为黑拉祜和黄拉祜两支；红拉祜和白拉祜是过去几个世纪的移民的新方言。:41黑拉祜语是中国选定的标准语，也是泰国拉祜族的通用语。它和黄拉祜语基本可以互通。

### 布拉德利 (1979)
基于共享词汇的数量，布拉德利 (1979)的拉祜语方言分类方案如下：:159
共通拉祜语
- 黑拉祜
  - Shehleh
  - (核心)
    - 标准黑拉祜语
    - 红拉祜
- 黄拉祜
  - Bakeo
  - Banlan

### 拉玛(2012)
拉玛 (2012)的拉祜语分类方案如下。
拉祜语
- 黄拉祜
- (黑拉祜语组)
  - 黑拉祜
  - 红拉祜
  - 白拉祜
  - Shehleh拉祜

### 金有景 (2007)[11]
- 拉祜纳/黑拉祜方言：全部拉祜族约80%
  - 下南现土话(南岭乡)
  - 东卡河土话(拉巴乡)
- 拉祜西/黄拉祜方言：全部拉祜族约20%
  - 北部土话：东河、新城、谦六、文东、富东和大山等镇
  - 中部土话：雅口、谦迈和营盘等镇
  - 南部土话：南糯福、北糯福和惠民等镇
- 拉祜阿莱：澜沧县富邦乡阿莱大寨及周边几个村
- 苦聪话：金平县、绿春县、镇远县等县

金有景 (1992)涵盖了详细的拉祜语语言地理学和方言学数据。
拉祜族还有其他的支系，但是不构成独立的方言，比如拉祜普（lad hull phu，白拉祜）说拉祜纳方言。
分布在云南各地的苦聪人，被识别成拉祜族，他们的语言和拉祜语非常接近。据调查，金平县的苦聪话与拉祜西方言接近，新平的苦聪话（4000人）独具特色。其他地区的苦聪话尚待研究。

## 文字
教会文字方案：由基督教传教士于20世纪初设计。该方案采用拉丁字母，在音节末使用专门的声调符号标调。该方案主要在中国、缅甸、泰国部分信仰基督教的拉祜族地区使用。
马提索夫文字方案：由美国学者詹姆士·马提索夫（James A. Matisoff）设计。该方案采用拉丁字母，在元音字母上使用专门的声调符号标调。该方案主要用于科研目的。
云南拉祜族文字试行方案：由中国科学院少数民族语言研究所于1956年设计，1957年被正式批准使用。该方案采用拉丁字母，在音节末使用辅音字母标调。该方案主要在中国境内使用。下文使用该方案。

## 语音
本节介绍拉祜纳方言语音。以澜沧县勐朗镇及郊区的语音为标准音。拉祜西方言的音位比拉祜纳方言更多。
拉祜语的音节结构很简单，都是开音节。一般由一个辅音（可以是空）、一个元音和声调组成。

### 声母
声母除零声母外都是单辅音，有24个。
|      |          | 唇音    | 齿龈音  | 硬腭音  | 软腭音  | 小舌音  |
| ---- | -------- | ------- | ------- | ------- | ------- | ------- |
| 塞音 | 清不送气 | p /p/   | t /t/   | c /c/   | k /k/   | q /q/   |
| 塞音 | 清送气   | ph /pʰ/ | th /tʰ/ | ch /cʰ/ | kh /kʰ/ | qh /qʰ/ |
| 塞音 | 浊       | b /b/   | d /d/   | j /ɟ/   | g /ɡ/   |         |
| 鼻音 | 浊       | m /m/   | n /n/   |         | ng /ŋ/  |         |
| 擦音 | 清       | f /f/   |         | sh /ç/  | h /x/   |         |
| 擦音 | 浊       | v /v/   |         | y /ʝ/   | x /ɣ/   |         |
| 边音 | 浊       |         | l /l/   |         |         |         |

硬腭音c, ch, j, sh, y /c, cʰ, ɟ, ç, ʝ/在央、後元音前变成舌叶音；在/ɨ/前变成齿龈音[ʦ, ʦʰ, ʣ, s, z]，而/ɨ/变成舌尖元音，这些音节写作zi, zhi, dzi, si, rri。
双唇音p, ph, b, m /p, pʰ, b, m/在u /v̩/前变成唇齿音。

### 韵母
单元音韵母有9个。
|          | 前元音 | 央元音 | 后元音 |
| -------- | ------ | ------ | ------ |
| 齿化元音 |        |        | u /v̩/  |
| 闭       | i /i/  | eu /ɨ/ |        |
| 半闭     | e /e/  | eu /ɘ/ | o /o/  |
| 半开     | ie /ɛ/ |        | aw /ɔ/ |
| 开       |        | a /a/  |        |

/o/的实际发音偏央，接近[ɵ]。一些方言里还有[u]音，在标准音中已经和/o/合并。
/ɨ/在硬腭音後面变成舌尖元音，用i表示。
复元音有/ia, iu, ua, ei, ai, au, ou, ai, iau, uai/十个，本族语中很少使用。

### 声调
有7个声调，调号标在音节最后。
| 编号 | 调值       | 调号 | 汉语借词调类 |
| 1    | 舒中平33˧  | 不标 | 阴平         |
| 2    | 舒低降31˧˩ | l    | 阳平         |
| 3    | 舒高降53˥˧ | d    | 上声         |
| 4    | 舒高升35˧˥ | q    | 去声         |
| 5    | 促低降21˨˩ | r    | 入声         |
| 6    | 促高降54˥˦ | t    |              |
| 7    | 舒低平11˩  | f    |              |

第七调原用l或ll表示。
为使文字简洁易用，《方案》规定，部分音节的声调可略去不标。

## 注脚
1. ↑  Lama, Ziwo Qiu-Fuyuan. 2012. Subgrouping of Nisoic (Yi) Languages （页面存档备份，存于）. Ph.D. thesis, University of Texas at Arlington.
2. ↑  Bradley, David. 2007. East and Southeast Asia. In Moseley, Christopher (ed.), Encyclopedia of the World's Endangered Languages. London & New York: Routledge.
3. ↑  Satterthwaite-Phillips, Damian. 2011. Phylogenetic inference of the Tibeto-Burman languages or On the usefulness of lexicostatistics (and "Megalo"-comparison) for the subgrouping of Tibeto-Burman. Ph.D. dissertation, Stanford University.
4. ↑  Matisoff 2006
5. ↑  《拉祜语简志》 (1986)
6. ↑  .   [2021-06-27]. （原始内容存档于2017-12-01）.
7. ↑  云南省地方志编纂委员会 (ed). 1998. 《云南省志. 卷五十九, 少数民族语言文字志》. 昆明：云南人民出版社.
8. 1 2  Bradley 1979
9. 1 2
10. ↑  金有景. 2007. 《关于拉祜语的方言》. 《民族语文》 2007:3.
11. ↑  金有景, et al. 1992. 《中国拉祜语方言地图集》. 天津：天津社会科学出版社.

## 延伸閱讀
- Lee, Hyun-bok. . The Journal of Humanities (Seoul National University). 2000, 44  [2006-12-28]. （原始内容存档于2007-10-07）.
- Shi, Feng; Liu, Jing-rong. . Yunnan Nationalities University Journal. 2006, (2)  [2006-12-27]. （原始内容存档于2007-09-27）.
- Wang, Zhenghua. . Yunnan Nationalities University Journal. 2004, (1)  [2006-12-27]. （原始内容存档于2007-09-30）.

## 外部連結
- .   [2016-10-17]. （原始内容存档于2008-03-21）.
- Radio Soap Opera in Lahu Language